# 源延伯
源 延伯（げん えんはく、504年 - 527年）は、北魏の軍人。本貫は西平郡楽都県。

## 経歴
源子邕の長男として生まれた。518年（神亀元年）、司空参軍事を初任とした。521年（正光2年）、南秦州の民の呉富が反乱を起こし、河間王元琛が都督として鎮圧に向かうと、延伯は叔父の源子恭の下で軍司となった。統軍となり、戦闘では必ず先鋒に立った。源子恭は延伯が年若いことから、猪突を戒めたが制止することができなかった。父の源子邕が夏州刺史となり、洛陽の朝廷に援兵を要請すると、延伯は孝明帝の命により羽林1000人を率いて夏州に赴いた。延伯の戦闘での勇猛さは軍中で第一であった。524年（正光5年）、源子邕が城中で不足している兵糧を求めるため東夏州に向かうと、延伯は統万城（夏州州城）の留守を任された。延伯は兵士と食事を分かち合いながら、城の防御を固めた。源子邕が朔方の胡族に捕らえられて、統万にもその報が届いたが、延伯は落ちついて城内の人々を諭したため、人心が動揺することなく防戦をつづけることができた。朝廷にこの評判が届き、延伯は龍驤将軍・行夏州事に任じられ、五城県開国子に封じられた。源子邕が東夏州と夏州の反乱軍を撃破するまで、延伯はついに統万城を守りきることができた。源子邕が華州の反乱軍を討つべく出立すると、延伯は兵を率いて父に従い、自ら康維摩を捕らえ、白水で宿勤阿非を撃破した。爵位は浮陽伯に進み、官は諫議大夫となった。527年（孝昌3年）、仮の冠軍将軍の号を受け、別将として父に従って冀州に向かった。12月、漳水の曲で葛栄の大軍と戦い、戦没した。享年は24。持節・平北将軍・涼州刺史の位を追贈された。
子の源孝孫が後を嗣いだ。

## 伝記資料
- 『魏書』巻41 列伝第29
- 『北史』巻28 列伝第16
- 魏故使持節都督涼州諸軍事平北将軍涼州刺史浮陽県開国伯源侯墓誌銘（源延伯墓誌）